# Anatrachyntis coridophaga
Anatrachyntis coridophaga ist ein Schmetterling (Nachtfalter) aus der Familie der Prachtfalter (Cosmopterigidae).

## Merkmale
Die Falter erreichen eine Flügelspannweite von 9 Millimeter. Der Kopf ist fahl rötlich braun. Die Fühler sind schwärzlich braun und im ersten Drittel weiß geringelt. Daran schließen sich drei braune und drei weiße Abschnitte an, die jeweils aus vier Segmenten bestehen. Die Fühlerspitze ist dunkelbraun. Die Labialpalpen sind weiß. Das zweite Segment hat außen einen braunen Basalfleck und einen braunen subapikalen Ring. Das dritte Segment hat dunkelbraune subbasale, mediale und subapikale Ringe. Thorax und Tegulae sind rötlich braun, Letztere sind breit weiß gesäumt. Der Thorax hat hinter der Mitte ein weißes Band. Die Vorderflügel sind rötlich braun und mit zwei weißen Binden gezeichnet. Die erste befindet sich bei 1/4 der Vorderflügellänge und krümmt sich an der Costalader zur Flügelbasis. Die zweite Binde befindet sich vor der Flügelmitte, verläuft leicht schräg nach außen und reicht nicht bis zur Costalader. Beide Binden sind innen schwarzbraun gerandet. Ein basaler Strich verläuft entlang der Costalader. Ein ähnlicher Strich beginnt an der Außenseite der zweiten Binde und verläuft entlang der Analfalte bis zum Flügelinnenrand, wo er nach innen abbiegt und in Richtung Apex zeigt. Ein ziemlich undeutlicher, weißer Subcostalstrich befindet sich hinter der zweiten Binde und reicht bis zum Apex. Er ist mehr oder weniger von rötlich braunen Schuppen durchmischt. Ein rötlich brauner Bereich erstreckt sich zwischen zweiter Binde und Apex. Die Fransenschuppen sind am Apex rötlich braun und in Richtung Flügelinnenrand gelblich weiß. Die Hinterflügel sind einschließlich der Fransenschuppen gelblich weiß.
Bei den Männchen sind die Brachia kräftig. Das linke Brachium ist etwas kürzer als das rechte und verjüngt sich abrupt zu einer scharfen Spitze. Die Valven sind spatelförmig und haben einen geraden oberen Rand. Der untere Rand ist konvex. Der Apex ist rundlich. Die linke Valvella ist gerade und verjüngt sich distal. Der Apex ist rundlich. Die rechte Valvella ist sehr klein. Der Aedeagus ist lang und zylindrisch. Er verjüngt sich distal leicht. Die Genitalarmatur der Männchen unterscheidet sich von Anatrachyntis rileyi und Anatrachyntis badia durch die dickeren Brachia und den großen, zylindrischen Aedeagus.
Bei den Weibchen ist das Sterigma kugelförmig und in der Mitte mit einem großen Ostium versehen. Der Ductus bursae ist länger als das Corpus bursae. Das Corpus bursae ist eiförmig und hat einen länglichen Lobus, der im Ductus seminalis endet.

### Ähnliche Arten
Die kurzen und breiteren Vorderflügel mit zwei fast geraden, weißen Binden unterscheiden Anatrachyntis coridophaga von anderen ähnlichen Arten.

## Verbreitung
Anatrachyntis coridophaga ist in Ägypten und Libyen beheimatet.

## Biologie
Die Raupen entwickeln sich in den Knospen verschiedener Hibiskusarten (Hibiscus). Die Falter wurden im April, Juli und Oktober nachgewiesen.

## Systematik
Es sind folgende Synonyme bekannt:
- Pyroderces coridophaga Meyrick, 1925
- Heinemannia pygmaella Turati, 1927

## Belege
1. 1 2 3 4 5 6 7  J. C. Koster, S. Yu. Sinev: Momphidae, Batrachedridae, Stathmopodidae, Agonoxenidae, Cosmopterigidae, Chrysopeleiidae. In: P. Huemer, O. Karsholt, L. Lyneborg (Hrsg.): Microlepidoptera of Europe. 1. Auflage. Band 5. Apollo Books, Stenstrup 2003, ISBN 87-88757-66-8, S. 131 (englisch).